# Stakihnúkur
Stakihnúkur är en bergstopp i republiken Island. Den ligger i regionen Suðurland, 26 km sydost om huvudstaden Reykjavík. Toppen på Stakihnúkur är 326 meter över havet.
Trakten runt Stakihnúkur är nära nog obefolkad, med mindre än två invånare per kvadratkilometer. Närmaste större samhälle är Hveragerði, omkring 13 kilometer öster om Stakihnúkur. Trakten runt Stakihnúkur består i huvudsak av gräsmarker.